# 渡辺昭五
渡辺 昭五（渡邊昭五、わたなべ しょうご、1930年11月12日 - 2014年2月3日）は、日本文学研究者。学位は、（國學院大學・論文博士・1977年）。大妻女子大学名誉教授。

## 略歴
東京生まれ。1934年父の関東軍転任とともに満州に渡った。1943年、新京第一中学校(旧制)に入学。敗戦直前にソビエト・満州国境に動員された。敗戦後、浮浪生活を経た後、1946年に日本へ引き揚げた。旧制埼玉県立熊谷中学校（現埼玉県立熊谷高等学校）に転入し、1949年に卒業。就職しながら大学進学を目指し、1955年國學院大學文学部国文学科に入学。1959年に卒業し、同大学院に進んだ。1961年に修士課程を修了、博士課程に進んだ。
1963年、日本大学第三高等学校教諭に着任。1967年に札幌大学助教授となった。しかし、1971年に辞職して東京に戻り、1976年まで大学で非常勤講師をつとめた。1977年、学位論文『田植歌謡と儀礼の研究』を國學院大学に提出して文学博士の学位を取得。1978年に國學院大學講師となった。1979年より就実女子大学教授。1989年より京都精華大学教授。1995年からは大妻女子大学日本文学科教授。2003年に大妻女子大学を定年退職し、名誉教授となった。2014年2月3日に死去。

## 研究内容・業績
- 2011年：瑞宝小綬章を受章。

- 江本裕とともに芸能文化史研究会、福田晃とともに伝承文学研究会を主宰。

## 著書
- 『歌垣の民俗学的研究』白帝社 1967
- 『田植歌謡と儀礼の研究』三弥井書店 1973
- 『日本人の秘境 原始の情熱と冒険を発見する』産報(サンポウ・ダイナミックス) 1973
- 『梁塵秘抄の風俗と文芸』三弥井書店(三弥井選書)1979
- 『歌垣の研究』三弥井書店 1981
- 『文学と虚構 文学とは歴史とは何か』岩田書院 1995
- 『中世史の民衆唱導文芸』岩田書院 1995
- 『平家物語太平記の語り手』みづき書房 1997
- 『中近世放浪芸の系譜』岩田書院 2000
- 『中世浄土教の胚胎 院政期の思想・風俗・文芸』岩田書院 2004
- 『梁塵秘抄にみる中世の黎明』岩田書院 2004
- 『昭五昭和史』第1期 第1-4冊 岩田書院 2005
- 『梁塵秘抄の熊野信仰』岩田書院 2005
- 『梁塵秘抄の恋愛と庶民相』岩田書院 2005

### 共編著
- 『伝承文学の視界 歌謡・説話・絵解をめぐる』福田晃共編 三弥井書店(三弥井選書)1984
- 『庶民仏教と古典文芸』江本裕共編 世界思想社 1989
- 『芸能文化史辞典 中世篇』 名著出版 1991
- 『講座日本の伝承文学 第1巻 伝承文学とは何か』福田晃共編著 三弥井書店 1994
- 『伝承文学資料集成 第15輯 宗祖高僧絵伝(絵解き)集』林雅彦共編著 三弥井書店 1996
- 『講座日本の伝承文学 第6巻 芸能伝承の世界』天野文雄、須田悦生共編著 三弥井書店 1999
- 『講座日本の伝承文学 第8巻 在地伝承の世界 西日本』岩瀬博、福田晃共編著 三弥井書店 2000
- 『講座日本の伝承文学 第10巻』福田晃共編 三弥井書店 2004